# Wallhack
 (octobre 2019).
Si vous disposez d'ouvrages ou d'articles de référence ou si vous connaissez des sites web de qualité traitant du thème abordé ici, merci de compléter l'article en donnant les références utiles à sa vérifiabilité et en les liant à la section « Notes et références ».
Dans l'univers des jeux vidéo et du jeu en ligne, le wallhack est un procédé de triche (cheat) qui donne la possibilité à un joueur de changer la propriété des murs d'une map (carte ou zone du jeu) pour y voir au travers. La plupart des wallhacks rendent les murs au minimum semi-transparents ou donnent la possibilité au joueur de voir de l'autre côté des murs, comme si c'était une glace sans tain, ce qui lui donne un avantage sur ses adversaires (notamment dans les jeux de tir).
Le wallhacking (le fait d'utiliser un wallhack) est une activité habituellement considérée comme de la triche, et peut donc conduire à une éjection ou un bannissement des serveurs de jeux en ligne s'il est détecté.

## Fonctionnement
Sous Microsoft Windows, le wallhack peut être utilisé grâce à un fichier exécutable qui injecte une dll dans le jeu.[réf. souhaitée]
Sous GNU/Linux, le wallhack peut être utilisé par le pré-chargement d'un fichier so (bibliothèque logicielle), grâce par exemple à une variable d'environnement.[réf. souhaitée]

## Types

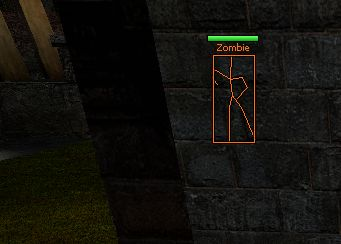
Un programme de triche de type « ESP » montrant la santé, le nom et la hitbox d’une entité.

Certains wallhack ne montrent que le modèles des personnages du jeu derrière les murs, d'autres rendent les murs semi-transparent, de façon à voir ce qu'il y a derrière ; d'autres affichent les murs en fil de fer. Les plus courants font baisser l’opacité des textures des murs du jeu, ou font apparaître les modèles des autres joueurs par transparence.
Ils permettent aussi, dans certains cas, de tirer ou encore de passer à travers des murs.[réf. souhaitée]
Les wallhack sont généralement créé par modification de code, en utilisant un exploit dans le code du jeu ou en manipulant la mémoire du jeu pour cibler les entités joueurs. 

## Détection

### Par les autres joueurs
Il est très simple de détecter un utilisateur de wallhack durant une Lan-party en regardant l'écran d'un joueur. En revanche, cela s'avère plus difficile dans le jeu en ligne.[réf. souhaitée]
On peut se mettre en mode « spectateur » (si le jeu le permet) et regarder le joueur soupçonné d'utiliser un wallhack pour le démasquer. On peut aussi remarquer un utilisateur de wallhack par son niveau de jeu qui augmente d'un coup, source de soupçons.[réf. souhaitée]
Le joueur qui triche avec un wallhack aura tendance à largement deviner les positions adverses et à anticiper les moments ou l'ennemi va se montrer. Dans les FPS, un utilisateur de wallhack pourra par exemple tirer au travers d'une caisse pour toucher un joueur ennemi, et cela sans connaître la position réelle du joueur.[réf. souhaitée]
Ce genre de tricheurs peuvent aussi passer beaucoup de temps à regarder les murs.[réf. souhaitée]
Sur le jeu Counter-Strike: Global Offensive (comme sur de nombreux FPS), les joueurs ont accès a une rediffusion de leurs parties, ce qui facilite la détection des wallhack.[réf. souhaitée]
Sur la plupart des FPS, existe une option « signaler » qui est souvent utilisée à tort par les autres joueurs, et donc rarement prise en compte par les développeurs.[réf. souhaitée]

### Par le client
Les programmes anti-cheat tels que Valve Anti-Cheat (VAC) ou Punkbuster permettent de scanner les logiciels en usage lors d'une partie pour repérer les cheats connus, notamment les wallhacks.[réf. souhaitée]

### Par le serveur
La détection des wallhacks par le serveur est faite grâce à des logiciels d'analyse des données et de machine learning qui vont compiler un ensemble de statistiques sur les joueurs. Ceci n'est valable que pour les jeux sur des serveurs dédiés, ou les jeux en peer-to-peer disposant d'un système d'« arbitration » permettant de valider les données et ainsi de s'assurer que les tricheurs n'envoient pas de fausses informations aux serveurs.[réf. souhaitée]

## Sanctions
Les sanctions sont diverses : elles peuvent aller d'un bannissement du jeu à titre provisoire ou total (« ban VAC » par exemple sur les jeux Steam) ou, dans des cas extrêmes, des poursuites judiciaire prises par les éditeurs du jeu (en se basant notamment sur la violation de copyright).